# Condylostylus divergens
Condylostylus divergens är en tvåvingeart som beskrevs av Van Duzee 1933. Condylostylus divergens ingår i släktet Condylostylus och familjen styltflugor.
Artens utbredningsområde är Washington. Inga underarter finns listade i Catalogue of Life.